# Pala di Fiesole
La Pala di Fiesole (Madonna in trono col Bambino, angeli e santi) è un'opera di Beato Angelico e Lorenzo di Credi. Conservata nella chiesa originale per cui fu dipinta, San Domenico a Fiesole, è una tempera su tavola databile al 1424-1425, con la ridipintura dello sfondo nel 1501. La dimensione è di 212x237 cm.

## Storia
La pala è una delle più antiche opere del pittore Beato Angelico che ci siano pervenute. Destinata originariamente all'altare maggiore della chiesa del convento, venne in seguito spostata su un altare laterale dove si trova tutt'oggi. Nel 1501 Lorenzo di Credi ridipinse lo sfondo, che era probabilmente dorato, creando una veduta più moderna, con un trono decorato da baldacchino e finti rilievi classicheggianti e due scorci paesaggistici racchiusi da pilastri. In quell'occasione vennero anche eliminate le tracce delle cuspidi goticheggianti in voga all'epoca della creazione dell'opera.

## Descrizione

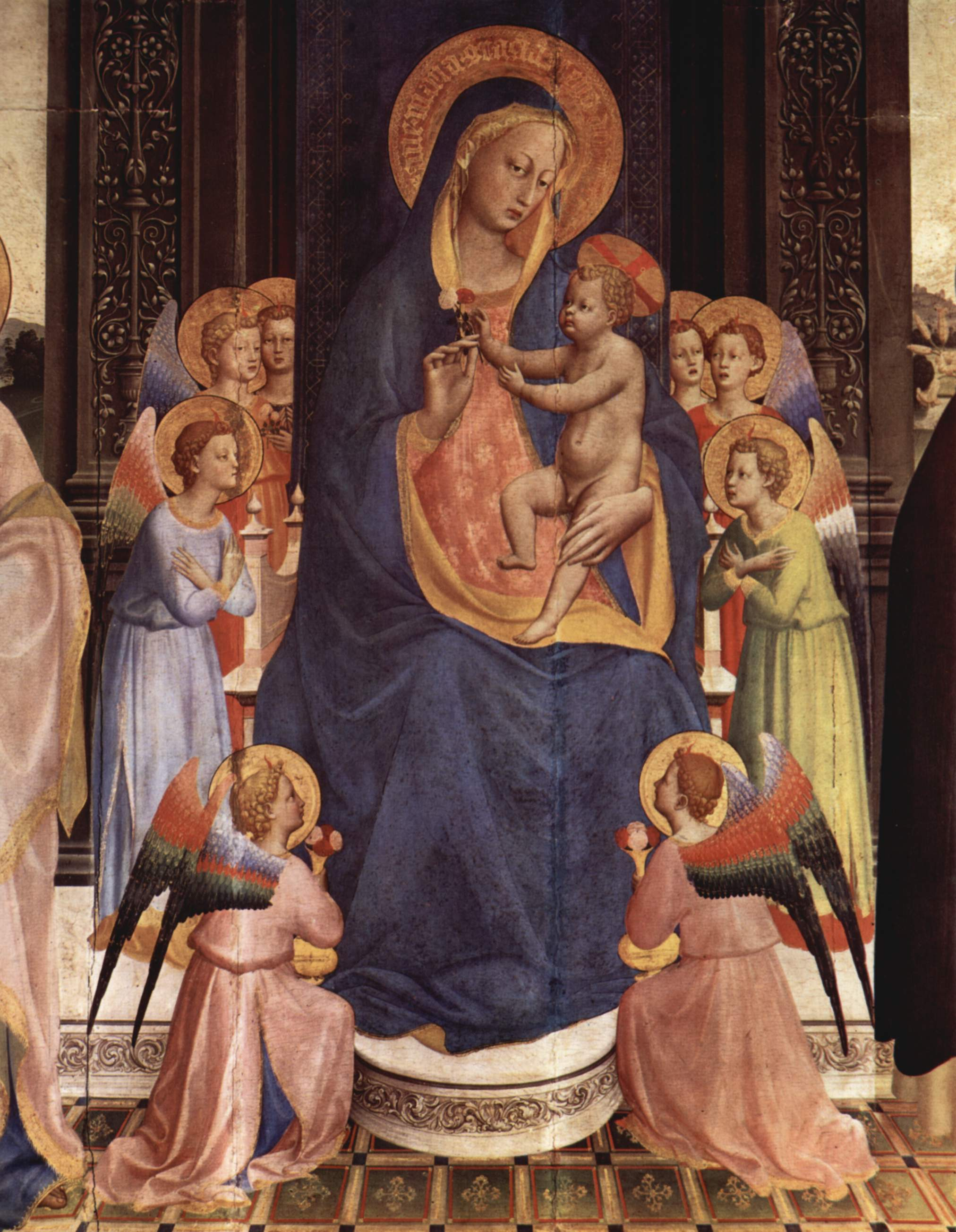
Parte centrale

Si tratta di una Maestà, cioè una Madonna in trono allora molto in voga nell'arte fiorentina. Attorno al gruppo sacro centrale si trovano otto angeli adoranti disposti a emiciclo, di dimensioni gerarchicamente più piccole. Ai lati si trovano i santi Tommaso d'Aquino, Barnaba, Domenico e Pietro Martire. Si tratta di tre santi dell'Ordine domenicano e del patrono di Barnaba degli Agli, il generoso patrono che donò seimila fiorini ai Domenicani osservanti per ricostruire ed ampliare il convento di San Domenico di Fiesole. I due santi centrali sono leggermente rivolti verso la Vergine.
Il Bambino nudo è raffigurato nell'atto di sporgere la mano verso due fiori che la madre tiene in mano: una rosa bianca, simbolo di purezza, e una rosa rossa, prefigurazione della Passione legata all'eucaristia (la tavola era dopotutto destinata all'altare maggiore della chiesa, dove si celebra tale sacramento).

## Stile
Lo schema del dipinto ricorda il Trittico di San Giovenale di Masaccio (1422), con il trono posto su un gradino davanti al quale stanno due angeli inginocchiati, raffigurati quasi a profil perdu. Lo schema degli angeli ricorda da vicino anche il cartone per la vetrata con l'Assunzione della Vergine di Lorenzo Ghiberti nella facciata Duomo di Firenze (1404-1405).
Si tratta inoltre di uno dei più antichi esempi conosciuti di polittico dove le figure sono disposte in un unico piano, senza ricorrere a scomparti.
Di solito la pala viene collocata prima del Trittico di san Pietro Martire (documentato al 1428), almeno di due tre anni, per la rappresentazione dello spazio meno evoluta: il pavimento a piastrelle si trova in altri dipinti fiorentini coevi, come il trittico di anonimo fiorentino del 1419 (pannello centrale a Cleveland) e una pala d'altare dello stesso artista con San Gimignano in trono (San Gimignano). Inoltre la disposizione dei santi è più semplice, con un allineamento in fila, invece di un emiciclo suggerito.
La testa della Vergine è più sottile ed elegante, con un movimento delle linee del manto più energico, legato quindi alla tradizione del gotico internazionale, come la Madonna col Bambino di Masolino nel Trittico Carnesecchi (1423-1425). L'opera di Beato Angelico è comunque molto più composta e controllata di quella di Masolino.
L'impostazione del bambino con le gote gonfie tradisce un'ispirazione dal polittico Quaratesi di Gentile da Fabriano.
I santi invece, con la loro veduta frontale e la ricerca di una dignità morale individuale, mostrano invece un'influenza di Masaccio.

## Predella e altri scomparti
La predella della pala, composta da cinque pannelli, si trova oggi alla National Gallery di Londra. Al centro, è raffigurato Cristo risorto adorato dagli Angeli; poi, da Profeti biblici e Santi; infine, all'estremità dei due lati, da membri dell'Ordine domenicano. Qui è conservato anche un tondo, che doveva trovarsi nella cimasa, con San Romolo.
Inoltre i pilastrini laterali erano decorati da dieci piccoli pannelli con figure di santi e beati, delle quali se ne conoscono solo quattro: due al Museo Condé di Chantilly e due in una collezione privata.
Predella della Pala di Fiesole